# Fratelli tutti
Fratelli Tutti («Все братья») — энциклика папы Франциска, обнародованая 3 октября 2020 года во время визита в Ассизи.
Энциклика указывает на «братство и социальную дружбу как на пути для созидания лучшего, более справедливого и мирного мира».
Энциклика Fratelli tutti была переведена на русский язык и представлена в Москве в культурном центре «Покровские ворота».
Название заимствовано из «Наставлений» святого Франциска: с этими словами ассизский подвижник обращался ко всем братьям и сестрам, предлагая им образ жизни, основанный на Евангелии.

## Содержание
Состоит из восьми глав:
1. «Тени замкнутого мира» — в ней Папа останавливается на многочисленных искажениях и заблуждениях современной эпохи, таких как манипуляция и деформация понятий демократии, свободы и справедливости.
2. «Чужой на дороге» — все мы призваны сделаться ближними для других.
3. «Мыслить и порождать в открытом мире» — Папа призывает «выйти из самих себя» и открыться навстречу ближнему, стремясь к «универсальному общению».
4. «Сердце, открытое всему миру» — посвящена теме миграции.
5. «Доброкачественная политика»
6. «Диалог и социальная дружба» — о концепции жизни как искусства встречи со всеми без исключения.
7. «Маршруты новой встречи» — мир ведет к созиданию общества, основанного на взаимном служении. Особое внимание уделено вопросу войны; в энциклике подтверждается недопустимость смертной казни.
8. «Религии на служении братства во всем мире» — Папа вновь утверждает, что терроризм не порождается религией, но его причины заключены в неверной интерпретации религиозных текстов, а также в политике голода, нищеты, несправедливости и угнетения.